# سوزان اتکینز (کارمند دولت)
سوزان روت الیزابت اتکینز (موسوم به پریکت) زاده ۴ مارس ۱۹۵۲بریتانیا است. سوزان اتکینز از دانشگاه بیرمنگام با لیسانس حقوق در سال ۱۹۷۳ فارغ‌التحصیل شد. اتکینز به عنوان وکیل در دولت محلی آموزش دیده‌است. او به مدت ۱۲ سال در حال تدریس حقوق بود و در قانون ضد تبعیض تخصص داشت و کتاب زنان و قانون را با بروندا هاگتت (هم‌اکنون لیدی هیل از ریچموند) نوشت.
اتکینز در سال ۲۰۰۷ به عنوان اولین کمیسر مستقل شکایات خدمات در نیروهای مسلح منصوب شد. اتکینز همچنین مدیر غیر اجرایی آژانس تضمین کیفیت و بنیاد رهبری برای آموزش عالی است.
سوزان اتکینز به عنوان اولین رئیس اجرایی کمیسیون مستقل دادخواهی پلیس بریتانیا در سال ۲۰۰۳ منصوب شد. پست‌های قبلی وی شامل معاون اجرایی کمیسیون فرصت‌های برابر، مسئول بخش فرصت‌های برابر برای وزارت کشور بریتانیا و مدیر واحد زنان و برابری در دفتر کابینه است. وی همچنین استاد برجسته در دانشگاه ساوت‌همپتون بوده‌است.